# Euphyia avolaria
Euphyia avolaria là một loài bướm đêm trong họ Geometridae.